# منصور أباد (فخرود)
منصور أباد (بالفارسية: منصورآباد) هي مستوطنة تقع في إيران في قسم فخرود الريفي. يقدر عدد سكانها بـ 324 نسمة بحسب إحصاء 2016.